# Swiss Parkour Association
Die Swiss Parkour Association (SPKA) ist der Dachverband der Parkour-Organisationen in der Schweiz. Der Verband wurde am 16. Mai 2018 in Luzern gegründet. Seit dem 9. März 2019 ist die SPKA Mitglied des internationalen Parkourverbandes parkour.earth. Aktuell vereint die SPKA 25 Parkour-Organisationen aus allen Sprachregionen der Schweiz (Stand: Februar 2021).
Im Jahr 2020 führte die SPKA die erste Swiss Parkour Tour durch, welche nichtkompetitive Trainingstreffen mit der ersten Schweizer Parkourmeisterschaft vereinte. Gewinner der Swiss Parkour Tour 2020 waren Christian Harmat und Benedikt Studer mit derselben Anzahl Punkten in der Gesamtwertung.